# Миловидов, Николай Константинович
Николай Константинович Миловидов (1844, Нижний Новгород — 4 [16] июня 1896, Казань) — профессор богословия, протоиерей.

## Биография
Николай Миловидов окончил Нижегородскую семинарию, в которой его отец, К. И. Миловидов (ум. 1880), преподавал библейскую историю, в 1870 году — Казанскую духовную академию.
С 1870 года — секретарь совета и правления Казанской духовной академии; 7 ноября 1872 года был удостоен степени магистра богословия. В 1875 году рукоположен в сан священника и определён к Казанской Пятницкой церкви; продолжал исполнять должность секретаря академии. С 19 июля 1877 года — законоучитель 2-й Казанской гимназии. 16 ноября 1880 года был рукоположен в сан протоиерея и назначен настоятелем Богородицкого женского монастыря.
С 1 мая 1887 года — профессор богословия Казанского университета и священник университетской церкви.
Скончался на службе 4 (16) июня 1896 года.